# El Seráfico
Francisco Ganga Ager (Elda, 22 de febrero de 1812 - Elda, 30 de mayo de 1871), más conocido por su sobrenombre de el Seráfico, fue un escritor y poeta español del siglo XIX.

## Biografía
Francisco Ganga se alistó voluntario al ejército muy joven, siendo destinado a Cuba, alrededor del año 1830, isla en la que permaneció hasta 1841. A su regreso, volvió a su Elda natal, donde comenzó a escribir versos. Nunca fue un escritor profesional, su oficio era el de cofinero, elaborando capazos de esparto. Llevaba una vida muy humilde y desgarbada, en la que realizaba tediosos y mal pagados trabajos temporales, lo justo para poder mantenerse. A dichos trabajos les dedicaba también versos, como los que dedicó a un trabajo en un lavadero de Catral, o los escritos relativos a cuando trabajó en las obras del túnel de ferrocarril de La Torreta.
Se dice de él que era un tipo alto, corpulento, desaliñado y aficionado al vino, donde en tabernas recitaba a veces los versos que le pedían. Se cree que su apodo, el Seráfico, se debe a su vínculo familiar con el Seráfico Convento de Religiosos Franciscanos, que se encontraba en Elda, el llamado Convento de Nuestra Señora de los Ángeles, del que un tío suyo era patrono. Falleció en 1871 a los 59 años, tal como cita el acta de su defunción, soltero y pobre de solemnidad.

## Obra
El Seráfico tenía gran facilidad para improvisar versos. Los escribía y dedicaba tanto a amigos y autoridades locales, como a personajes de la aristocracia nacional como Espartero o Isabel II, o dedicados a la idiosincrasia local, como el que dedica a la Virgen de la Salud, o los que escribe previendo su propia muerte. 
En 1952, en la entrada del Cementerio de Santa Bárbara de su ciudad de Elda, se colocaron dos placas con sendos epitafios del Seráfico:

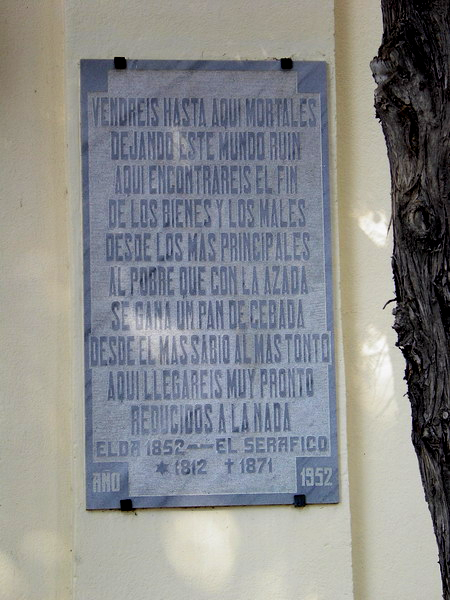
Placa del Seráfico en el Cementerio de Elda

Mueren todos los prelados,
jueces y gobernadores
grandes, medianos, menores.
doctores y cirujanos,
Abrid los ojos , mundanos, 
no pecar que eso es locura
y hagamos la compostura
que nos hemos de morir
y nos tiene que cubrir
una triste sepultura.
Vendréis hasta aquí, mortales,
dejando este mundo ruin;
Aquí encontraréis el fin
de los bienes y los males.
Desde los más principales
al pobre que con la azada
se gana el pan de cebada,
desde el más sabio 
al más tonto,
aquí llegaréis muy pronto
reducidos a la nada.